# Серренті
Серренті (італ. Serrenti, сард. Serrenti) — муніципалітет в Італії, у регіоні Сардинія,  провінція Медіо-Кампідано.
Серренті розташоване на відстані близько 400 км на південний захід від Рима, 34 км на північ від Кальярі, 10 км на південний схід від Санлурі, 21 км на схід від Віллачідро.
Населення — 4921 особа (2014).
Щорічний фестиваль відбувається 8 грудня. Покровитель — Maria Immacolata.

## Демографія
Населення за роками:

Станом на 1 січня 2023 року в муніципалітеті офіційно проживали 34 іноземці з 12 країн, серед них 13 громадян країн Євросоюзу та 3 громадяни України.

## Сусідні муніципалітети
- Фуртеї
- Гуазіла
- Нурамініс
- Самассі
- Саматцаї
- Санлурі
- Серраманна